# Maria Laskaris von Nicäa
Maria Laskaris von Nicäa (* 1206 in Nicäa; † 16. oder 24. Juli 1270) war von 1235 bis 1270 als Gattin Bélas IV. Königin von Ungarn.

## Leben
Maria Laskaris war eine jüngere Tochter des byzantinischen Kaisers Theodoros I. Laskaris (* um 1174; † 1222) und seiner Gemahlin Anna Komnene Angelina (* um 1176; † 1212), einer Tochter des byzantinischen Kaisers Alexios III. Angelos. Ihr Vater plante eine Heiratsallianz mit dem Königreich Ungarn und vermählte daher 1218 seine damals erst 12-jährige Tochter Maria mit dem gleichaltrigen ungarischen Kronprinzen Béla (* 1206; † 3. Mai 1270). Anlässlich ihrer Eheschließung trat Maria von der griechisch-orthodoxen zur römisch-katholischen Konfession über. Als 1220 Bélas Verbindung mit der byzantinischen Prinzessin nicht mehr opportun erschien, beschloss sein Vater, der ungarische König Andreas II., ihn wieder von Maria zu trennen. Allerdings wurde Béla von den Prälaten überzeugt, dass ein solches Vorgehen unbedachtsam wäre; seine Ehe mit Maria blieb bestehen. Im September 1235 starb Andreas II. und der Kronprinz bestieg als Béla IV. den Thron, wodurch Maria ungarische Königin wurde.
Während der mongolischen Invasion Ungarns 1241 sandte Béla IV. seine Gattin Maria und ihre Kinder in die sicherer scheinenden westlichen Provinzen nahe der österreichischen Grenze. Später zogen sich der König und die Königin nach Zagreb zurück, von wo aus Belá IV. seine Gemahlin und ihr Gefolge weiter südlich nach Dalmatien schickte. Maria suchte in der Festung Klis (nahe dem heutigen Split) Zuflucht. Nach seiner Ankunft an der Adriaküste begab sich Béla VI. in den stark befestigten Hafenort Trogir, ließ seine Gemahlin von Klis zu sich rufen und siedelte mit ihr und dem Hof im Frühjahr 1242 auf die nahegelegene Insel Čiovo über. Die mongolischen Scharen unter Batu Khan verwüsteten noch die dalmatische Küste, zogen dann aber wieder ostwärts nach Asien ab, da Batu sich um die Nachfolge des verstorbenen Großkhans Ögedei bewerben wollte.
Königin Maria starb im Juli 1270 kurz nach ihrem Gemahl und wurde an seiner Seite im Dom von Esztergom beigesetzt.

## Nachkommen
Maria Laskaris und Béla IV. von Ungarn hatten zehn Kinder:
- Margareta von Ungarn (* um 1220; † 20. April 1242), ⚭ Guillaume von Saint Omer; starb während der Flucht mit ihrer Familie nach der Schlacht bei Muhi
- Kinga (Kunigunde) von Ungarn, Heilige der katholischen Kirche, (* 1224; † 24. Juli 1292), ⚭ Boleslaw V. von Polen
- Anna von Ungarn (* um 1226; † nach 1270), ⚭ Rostislav Mikhailovich, Ban von Slawonien und Zar von Bulgarien (* um 1225; † 1262)
- Katalin (Katharina) von Ungarn (* um 1229; † 1242), starb während der Flucht mit ihrer Familie nach der Schlacht bei Muhi
- Erszébet (Elisabeth) von Ungarn (* 1236; † 24. Oktober 1271), ⚭ Heinrich XIII., Herzog von Bayern (* 1235; † 1290)
- Konstanze von Ungarn (* um 1237; † nach 1252), ⚭ Leo Přemysl, Fürst von Halitsch
- Jolán (Jolanda, Helena) von Ungarn (* um 1238; † nach 1303), ⚭ Bolesław VI. der Fromme (* um 1224/27; † 1279), Herzog von Großpolen; später Nonne, Selige
- Stephan V., König von Ungarn, Kroatien und Dalmatien (* 1239, † 6. August 1272)
- Margareta von Ungarn (* 1242; † 18. Januar 1270), Heilige
- Béla (* um 1245; † 1269), Herzog von Slawonien, Kroatien und Dalmatien, ⚭ mit Kunigunde von Brandenburg († um 1292), einer Tochter von Markgraf Otto III. von Brandenburg